# Милосердя (фільм, 2026)
«Милосердя» (англ. Mercy) — майбутній американський науково-фантастичний фільм режисера Тимура Бекмамбетова за сценарієм Марко ван Белль. В головних ролях Кріс Пратт, Ребекка Фергюсон і Аннабелль Волліс у головних ролях.

## Синопсис
Детектив повинен довести свою невинність після того, як його обвинувачено у злочині.

## Акторський склад
| Актор            | Роль |
| ---------------- | ---- |
| Кріс Пратт       |      |
| Ребекка Фергюсон |      |
| Аннабелль Волліс |      |
| Кейлі Ріс        |      |
| Рафі Гаврон      |      |
| Кріс Салліван    |      |
| Кеннет Чой       |      |

## Виробництво
У січні 2024 року було оголошено, що для студії Amazon MGM Studios знімається науково-фантастичний фільм під назвою «Милосердя» з Крісом Преттом у головній ролі, режисером якого виступив Тимур Бекмамбетов, продюсерами — Чарльз Ровен, Роберт Амідон та Бекмамбетов, а сценарій написав Марко Ван Белль.
У березні Ребекка Фергюсон і Аннабелль Волліс приєдналися до акторського складу. У квітні до акторський склад поповнили Калі Рейс, Рафі Гаврон, Кріс Салліван, Кеннет Чой і Кайлі Роджерс. У травні до акторського складу фільму приєднався Джефф П'єр.
Основні зйомки розпочалися 18 квітня 2024 року в Лос-Анджелесі. Кріс Претт отримав травму ноги під час четвертого дня зйомок, опублікувавши на своїй сторінці в Instagram фото опухлої щиколотки.

## Випуск
Фільм вийде у прокат в США 23 січня 2026 року. Спочатку прем'єра була запланована на 15 серпня 2025 року.